# Diócesis de Zhaoxian
La diócesis de Zhaoxian o de Chaohsien (en latín: Dioecesis Ciaoscienensis y en chino: 天主教赵县教区) es una circunscripción eclesiástica de la Iglesia católica en China. Se trata de una diócesis latina, sufragánea de la arquidiócesis de Pekín. Desde el 13 de julio de 2008 es sede vacante, aunque para el Anuario Pontificio está vacante desde el 13 de febrero de 1953. En 1980 la Asociación Patriótica Católica China fusionó la diócesis de Zhaoxian con la diócesis de Shunde y con partes de las diócesis de Yongnian y de Jingxian para erigir la diócesis de Xingtai, sin el asentimiento de la Santa Sede. 

## Territorio y organización
La diócesis extiende su jurisdicción sobre los fieles católicos de rito latino residentes en parte de la provincia de Hebei. 
La sede de la diócesis se encuentra en Biancun en el condado de Ningjin de la ciudad-prefectura de Xingtai, en donde se halla la Catedral del Buen Pastor y la excatedral de San Vicente (secularizada).
En 1947 en la diócesis existían 18 parroquias.

## Historia
La prefectura apostólica de Zhaoxian fue erigida el 18 de marzo de 1929 con el breve Cum Vicarius del papa Pío XI, derivando su territorio del vicariato apostólico de Zhengdingfu (hoy diócesis de Zhengding).
El 11 de enero de 1932 la prefectura apostólica fue elevada al rango de vicariato apostólico con el breve Ex apostolico munere del papa Pío XI.
El 11 de abril de 1946 el vicariato apostólico fue elevado a diócesis con la bula Quotidie Nos del papa Pío XII.
El 12 de julio de 1949 la provincia de Hebei fue ocupada por el Partido Comunista de China, que se impuso en la guerra civil y proclamó la República Popular China el 1 de octubre de 1949. Todos los misioneros extranjeros fueron expulsados de China comunista. En 1951 China comunista y la Santa Sede rompieron relaciones diplomáticas, reconociendo la Santa Sede a la República de China en Taiwán como el legítimo gobierno chino.
La Asociación Patriótica Católica China fue creada con el apoyo de la Oficina de Asuntos Religiosos de la República Popular de China en 1957, con el objetivo de controlar las actividades de los católicos en China. Su nombre público es Iglesia católica china y es referida como la "Iglesia oficial" en contraposición a la "Iglesia subterránea" o "Iglesia clandestina" leal a la Santa Sede.
En el período de 1966 a 1976 la Revolución Cultural se ensañó especialmente contra la religión, destruyéndose numerosas iglesias.
En 1980 la Asociación Patriótica Católica China fusionó la diócesis de Zhaoxian con la diócesis de Shunde y con partes de las diócesis de Yongnian y de Jingxian para erigir la diócesis de Xingtai, sin el asentimiento de la Santa Sede. 
El 9 de marzo de 1983 el sacerdote Raymond Wang Chonglin fue consagrado obispo de la diócesis. El 8 de agosto de 2000 consagró al sacerdote Joseph Jiang Mingyuan como su obispo coadjutor. Ambos fallecieron, Jiang Mingyuan el 13 de julio de 2008 a la edad de 77 años, y Wang Chonglin el 2 de febrero de 2010 a la edad de 88 años.
El 22 de septiembre de 2018 se firmó en Pekín el Acuerdo provisional entre la Santa Sede y la República Popular de China sobre el nombramiento de los obispos. El 22 de octubre de 2020 el acuerdo fue prorrogado por otros dos años y en octubre de 2022 por otros dos años más.
Debido a la situación particular de la Iglesia católica en China, la Santa Sede no nombra obispos para las diócesis chinas, que son sedes oficialmente vacantes incluso en presencia de obispos reconocidos por Roma.

## Estadísticas
Según el Anuario Pontificio 2002 la diócesis tenía a fines de 1947 un total de 45 000 fieles bautizados.
| Año                                                                             | Población            | Población | Población      | Sacerdotes | Sacerdotes    | Sacerdotes    | Bautizados por sacerdote | Diáconos permanentes | Religiosos | Religiosos | Parroquias |
| Año                                                                             | Bautizados católicos | Total     | % de católicos | Total      | Clero secular | Clero regular | Bautizados por sacerdote | Diáconos permanentes | Varones    | Mujeres    | Parroquias |
| ------------------------------------------------------------------------------- | -------------------- | --------- | -------------- | ---------- | ------------- | ------------- | ------------------------ | -------------------- | ---------- | ---------- | ---------- |
| 1947                                                                            | 45 000               | 900 000   | 5.0            | 39         | 39            |               | 1153                     |                      |            | 68         | 18         |
| Fuente: Catholic-Hierarchy, que a su vez toma los datos del Anuario Pontificio. |                      |           |                |            |               |               |                          |                      |            |            |            |

Según algunas fuentes estadísticas la diócesis de Zhaoxian contaba en 2010 con 60 000 católicos, 60 sacerdotes, 124 religiosas, 170 seminaristas menores y 52 mayores, y 145 iglesias y lugares de culto.

## Episcopologio
- John Chang Pi-te † (9 de abril de 1929-13 de febrero de 1953 renunció[nota 1])
  - Sede vacante
  - Thomas Min Doumu † (13 de febrero de 1953-1981) (administrador apostólico)
  - Raymond Wang Chonglin † (9 de marzo de 1983-22 de marzo de 2006 retirado) (obispo clandestino)
  - Joseph Jiang Ming-yuan, C.D.D. † (22 de marzo de 2006 por sucesión-13 de julio de 2008 falleció) (obispo clandestino)
  - Sede vacante, desde 2008